# Cambarinae
Sous-famille
Les Cambarinae sont une sous-famille d'écrevisses de la famille des Cambaridae.

## Liste des genres
- Barbicambarus Hobbs, 1969
- Bouchardina Hobbs, 1977
- Cambaroides Faxon, 1884
- Cambarus Erichson, 1846
- Distocambarus Hobbs, 1981
- Fallicambarus Hobbs, 1969
- Faxonella Creaser, 1933
- Hobbseus Fitzpatrick et Payne, 1968
- Orconectes Cope, 1872
- Procambarus Ortmann, 1905
- Troglocambarus Hobbs, 1942

## Référence
- Hobbs, 1942 : A Generic Revision of the Crayfishes of the Subfamily Cambarinae (Decapoda, Astacidae) with the Description of a New Genus and Species. American Midland Naturalist 28-2 p. 334–357.